# رون كورني
رون كورني (بالإنجليزية: Ron Cornish)‏ هو سياسي أسترالي، ولد في 21 مارس 1944. انتخب عضو مجلس النواب تسمانيا من الجمعية.